# Clyde L. Miller
Clyde L. Miller (* 1. Januar 1910; † 14. September 1988) war ein US-amerikanischer Politiker (Demokratische Partei) aus dem Bundesstaat Utah.
Miller fungierte von 1965 bis 1976 in der Position des Secretary of State als stellvertretender Gouverneur von Utah. Nach der Abschaffung des Amtes und der Einführung der Position des Vizegouverneurs war er bis 1977 in dieser Position tätig. In der ganzen Zeit bekleidete Calvin L. Rampton das Amt des Gouverneurs.